# Finale della Coppa dei Campioni 1983-1984
La finale della 29ª edizione di Coppa dei Campioni si disputò il 30 maggio 1984 presso lo Stadio Olimpico di Roma tra gli inglesi del Liverpool e gli italiani della Roma. All'incontro assistettero circa 70 000 spettatori. La partita, arbitrata dallo svedese Erik Fredriksson, vide la vittoria per 4-2 ai tiri di rigore della squadra britannica, dopo che i tempi regolamentari e supplementari si conclusero sull'1-1: si trattò della prima volta nella storia della competizione che una squadra vincesse il trofeo grazie ai tiri dal dischetto.

## Le squadre
| Squadre   | Partecipazioni precedenti (il grassetto indica la vittoria) |
| --------- | ----------------------------------------------------------- |
| Liverpool | 3 (1977, 1978, 1981)                                        |
| Roma      | Nessuna                                                     |

## Il cammino verso la finale
Il Liverpool di Joe Fagan debuttò ai sedicesimi contro i danesi dell'Odense, superando agilmente il turno con un risultato complessivo di 6-0. Agli ottavi di finale incontrò i campioni di Spagna dell'Athletic Bilbao, che riuscirono a fermare sullo 0-0 i Reds ad Anfield, ma persero per 1-0 al San Mamés.
Ai quarti, i portoghesi del Benfica crollarono in casa per 4-1, dopo aver perso l'andata a Liverpool per 1-0. In semifinale anche i rumeni della Dinamo Bucarest furono sconfitti sia all'andata sia al ritorno, rispettivamente coi risultati di 1-0 e 2-1. Il Liverpool raggiunse quindi la finale da imbattuto.
La Roma di Nils Liedholm iniziò il cammino europeo contro l'IFK Göteborg che fu battuto 3-0 all'Olimpico, parziale che rese ininfluente la sconfitta per 1-2 nella partita di ritorno in Svezia. Agli ottavi di finale incontrò i bulgari del CSKA Sofia, regolati per 1-0 sia all'andata sia al ritorno.
Ai quarti di finale i Giallorossi eliminarono con lo stesso copione dei sedicesimi i tedeschi orientali della BFC Dynamo: 3-0 a Roma e sconfitta per 1-2 in trasferta. Nella semifinale contro il Dundee Utd, la partita di andata al Tannadice Park si concluse sul 2-0 per gli scozzesi, che parvero così ipotecare la qualificazione; tuttavia nella gara di ritorno all'Olimpico – seppur macchiata a posteriori dallo scandalo Vautrot – i capitolini ribaltarono le sorti del doppio confronto grazie a un 3-0 che aprì loro le porte della finale.

## La partita

L'ingresso in campo delle squadre

All'Olimpico di Roma va in scena una finale inedita tra la Roma, alla sua prima partecipazione in Coppa dei Campioni e pro forma padrona di casa, e il Liverpool, presente da nove edizioni consecutive e vincitore di tre finali, di cui una proprio a Roma sette anni prima contro il Borussia M'gladbach.
Dopo un leggero predominio della Roma è il Liverpool a passare in vantaggio, sfruttando uno svarione difensivo dei giallorossi che permette a Neal di siglare il vantaggio per i suoi: su cross di Johnston, il portiere romanista Tancredi si fa sfuggire il pallone e la sfera, sul successivo tentativo di spazzata di Bonetti, gli rimbalza addosso e rocambola al centro dell'area, dove il terzino inglese arriva prima di Falcão e Di Bartolomei per insaccare a porta vuota.
I romanisti si lamentano per l'arbitraggio dello svedese Fredriksson, recriminando prima per un possibile fallo su Tancredi in occasione del gol avversario, e in seguito per le rudi maniere della retroguardia Reds nei confronti del loro numero nove Pruzzo. Nell'immediato un tiro di Graziani impensierisce Grobbelaar, ma sono gli inglesi a rendersi ancora pericolosi con Rush; tuttavia, poco prima dell'intervallo, è Pruzzo a riportare le sorti dell'incontro in parità, su cross dalla sinistra di Conti, con un colpo di testa che supera in pallonetto l'estremo difensore liverpooliano.

Il secondo errore dal dischetto della Roma, ad opera di Francesco Graziani, che indirizzò la vittoria verso Liverpool

Nella ripresa proprio l'attaccante romanista si infortuna ed è costretto a uscire, lasciando il posto a Chierico. Con questo cambio la Roma perde incisività e il Liverpool si rende pericoloso in contropiede con Dalglish. Arrivati al 90' sull'1-1, il risultato resta invariato anche nei tempi supplementari, dove il solo Conti impegna il portiere dei Reds. Per la prima volta nella storia della competizione, i tiri di rigore sono chiamati ad assegnare il titolo.
La sequenza parte favorevolmente per la Roma che, grazie all'errore di Nicol, che tira alto, e alla realizzazione di Di Bartolomei, con una potente conclusione centrale, si porta sull'1-0. Tuttavia il singolare show di Grobbelaar – il quale si mette a ciondolare ripetutamente sulla linea di porta, con delle irriverenti «spaghetti legs» passate agli annali – innervosisce i calciatori capitolini che sbagliano due penalty con Conti, che manda sopra la traversa, e Graziani, che scheggia il montante, permettendo così il sorpasso del Liverpool. L'ultimo tiro di Kennedy chiude i giochi e consegna ai Reds la quarta Coppa dei Campioni su quattro finali disputate.

## Tabellino
| Arbitro: | Erik Fredriksson |

|                                 |                      |                                       |
| Neal 14’                        | Marcatori            | 43’ Pruzzo                            |
| Nicol Neal Souness Rush Kennedy | Tiri di rigore 4 – 2 | Di Bartolomei Conti Righetti Graziani |

| Liverpool | Roma |

Formazioni:
| Liverpool     |    |                  |     |     |
|               |    |                  |     |     |
| P             | 1  | Bruce Grobbelaar |     |     |
| D             | 2  | Phil Neal        | 31’ |     |
| D             | 3  | Alan Kennedy     |     |     |
| D             | 4  | Mark Lawrenson   |     |     |
| C             | 5  | Ronnie Whelan    |     |     |
| D             | 6  | Alan Hansen      |     |     |
| A             | 7  | Kenny Dalglish   |     | 93’ |
| C             | 8  | Sammy Lee        |     |     |
| A             | 9  | Ian Rush         |     |     |
| C             | 10 | Craig Johnston   |     | 69’ |
| C             | 11 | Graeme Souness   |     |     |
| Sostituzioni: |    |                  |     |     |
| A             | 12 | Michael Robinson |     | 93’ |
| P             | 13 | Bob Bolder       |     |     |
| D             | 14 | Steve Nicol      |     | 69’ |
| A             | 15 | David Hodgson    |     |     |
| D             | 16 | Gary Gillespie   |     |     |
| Allenatore:   |    |                  |     |     |
| Joe Fagan     |    |                  |     |     |

| Roma          |    |                        |      |     |
|               |    |                        |      |     |
| P             | 1  | Franco Tancredi        |      |     |
| D             | 2  | Michele Nappi          |      |     |
| D             | 3  | Dario Bonetti          |      |     |
| D             | 4  | Ubaldo Righetti        |      |     |
| C             | 5  | Paulo Roberto Falcão   |      |     |
| D             | 6  | Sebastiano Nela        |      |     |
| A             | 7  | Bruno Conti            | 115’ |     |
| C             | 8  | Toninho Cerezo         |      | 55’ |
| A             | 9  | Roberto Pruzzo         |      | 63’ |
| C             | 10 | Agostino Di Bartolomei |      |     |
| A             | 11 | Francesco Graziani     |      |     |
| Sostituzioni: |    |                        |      |     |
| P             | 12 | Astutillo Malgioglio   |      |     |
| D             | 13 | Emidio Oddi            |      |     |
| C             | 14 | Mark Strukelj          |      | 55’ |
| A             | 15 | Odoacre Chierico       |      | 63’ |
| A             | 16 | Francesco Vincenzi     |      |     |
| Allenatore:   |    |                        |      |     |
| Nils Liedholm |    |                        |      |     |